# Brite Andoh
Brite Andoh, född 8 januari 1999, är en ghanansk fotbollsspelare som spelar för  Liberty Professionals i Ghana Premier League. Han är en mittfältare som oftast utgår från höger.

## Klubbkarriär
Brite Andoh inledde sin karriär i det ghananska huvudstadslaget Liberty Professional. Efter att ha fått sitta på bänken hela den föregående matchen fick han göra debut, från start, den 19 februari 2017 i 2-0-matchen mot Inter Allies, endast 18 år gammal. Efter 64 minuter på plan, vid ställningen 1-0 till Inter Allies, ersattes han av lagkamraten Prosper Avor. Redan under sin första säsong gjorde han 16 framträdanden i ligan, varav 10 från start, och ett mål när Liberty säkrade en elfte plats i ligan, endast fyra poäng över nedflyttningsstrecket.
Säsongen efter blev Brites stora genombrottssäsong i ett annars haltande Liberty. Redan i den första matchen för säsongen, hemma mot WAFA, gjorde han sitt första mål för säsongen när han på övertid snyggade till siffrorna med ett nickmål i en match som Liberty förlorade med 1-3. I den tredje omgången blev Andoh istället syndabock då han brände en matchavgörande straff i 1-1-matchen mot Medeama. Efter den tröga inledning på säsongen skulle laget komma igång och i den femte omgången gjorde Brite sitt andra mål för säsongen när han inledde målskyttet, återigen genom en nick, i 2-0-segern borta mot nykomligarna Eleven Wonders. Under första halvan av säsongen gjorde Andoh ytterligare två mål, båda i förlustmatcher mot Aduana Stars i omgång 8 respektive Berekum Chelsea i omgång 12. Efter att ha startat de första 12 matcherna under säsongen fick Andoh finna sig i att sitta på bänken utan inhopp i två omgångar innan han återigen fanns i startelvan i matchen mot Elmina Sharks i omgång 15. Den inspirerande inledning på säsongen gav eko i hemlandet och Andoh toppade listan över de bästa spelarna under 20 år i Ghana Premier League av den ghananska fotbollssajten AlfOwusu.com.
I februari 2019 gick Andoh på lån till finska AC Kajaani i nästhögsta divisionen, Ettan. Endast några dagar senare gjorde han sin debut i segermatchen mot TPS Åbo i Finlands cup.
Efter en kort sejour i finska Kultsu FC återvände han i februari 2021 till sin tidigare klubb Liberty Professionals. Den 24 februari återvände han även till plan för klubben då han hoppade in i den 57:e minuten mot Hearts of Oak.

### Klubbstatistik
| Klubb                                                | Säsong            | Inhemsk liga      | Inhemsk liga | Inhemsk liga | Nat. täv. | Nat. täv. | Internat. täv. | Internat. täv. | Totalt | Totalt |
| Klubb                                                | Säsong            | Serie             | SM           | Mål          | SM        | Mål       | SM             | Mål            | SM     | Mål    |
| ---------------------------------------------------- | ----------------- | ----------------- | ------------ | ------------ | --------- | --------- | -------------- | -------------- | ------ | ------ |
| Liberty Professionals                                | 2017              | Premier League    | 16           | 1            | 0         | 0         | 0              | 0              | 16     | 1      |
| Liberty Professionals                                | 2018              | Premier League    | 13           | 4            | 0         | 0         | 0              | 0              | 13     | 4      |
| Liberty Professionals                                | Totalt i klubblag | Totalt i klubblag | 29           | 5            | 0         | 0         | 0              | 0              | 29     | 5      |
| AC Kajaani (lån)                                     | 2019              | Ettan             | 23           | 4            | 2         | 1         | 0              | 0              | 25     | 5      |
| AC Kajaani (lån)                                     | Totalt i klubblag | Totalt i klubblag | 23           | 4            | 2         | 1         | 0              | 0              | 25     | 5      |
| Kultsu FC (lån)                                      | 2020              | Tvåan             | 0            | 0            | 0         | 0         | 0              | 0              | 0      | 0      |
| Kultsu FC (lån)                                      | Totalt i klubblag | Totalt i klubblag | 0            | 0            | 0         | 0         | 0              | 0              | 0      | 0      |
| Liberty Professionals                                | 2020-21           | Premier League    | 7            | 1            | 0         | 0         | 0              | 0              | 7      | 1      |
| Liberty Professionals                                | Totalt i klubblag | Totalt i klubblag | 7            | 1            | 0         | 0         | 0              | 0              | 7      | 1      |
| Antal matcher och mål är korrekt per den 8 juli 2021 |                   |                   |              |              |           |           |                |                |        |        |